# Бородай, Михаил Матвеевич
Михаи́л Матве́евич Борода́й (1853, Полтавская губерния — август 1928, Иркутск) — театральный деятель, актёр, антрепренёр, организатор театральных обществ.

## Биография
По происхождению казак, из крестьянской семьи Полтавской губернии.
С 1870 года работал в Харькове в театре Н. Н. Дюкова (см. Дюковы) актёром на выходных ролях. Создал «Товарищество драматических актёров», которое в 1880-е — 1890-е годы восемь сезонов работало в Харькове, десять сезонов в Екатеринославе, Киеве, Полтаве. В 1901—1907 годах держал антрепризу в Киевской опере и одновременно, в 1902—1905 годах — общество «Бородай и К°» в театре Общества грамотности в Троицком народном доме. Также труппы, возглавляемые М. М. Бородаем выступали в Харькове (1887, 1881—1893, 1907), Саратове (1894, 1897—1899), Казани (1895—1900), Нижнем Новгороде (1896), Одессе (1902), Тбилиси и Екатеринодаре (1907—1908), Иркутске (1910—1914).
В театре Бородая выступали А. Ф. Мишуга, О. Боронат, Л. В. Собинов, Ф. И. Шаляпин, М. Баттистини, М. Фигнер; дирижёры И. О. Палицын, Э. А. Купер, А. Э. Маргулян, режиссёр и дирижёр Я. В. Гельрот и другие. Многие оперные певцы начинали свой творческий путь в труппах Бородая. В 1903 году под его руководством и с участием всей труппы прошло празднование 35-летнего юбилея творческой деятельности Н. В. Лысенко, организованное Оленой Пчилкой. Празднование стало крупным общественным событием. На этом юбилее впервые на профессиональной сцене прозвучала опера Лысенко «Рождественская ночь», за пультом стоял автор. Оперная труппа учредила стипендию им. М. Бородая для учеников киевских музыкальных училищ.
После 1917 года Бородай работал в Иркутске.
Умер в августе 1928 года.